# Diano San Pietro
Diano San Pietro is een gemeente in de Italiaanse provincie Imperia (regio Ligurië) en telt 1057 inwoners (31-12-2004). De oppervlakte bedraagt 11,8 km², de bevolkingsdichtheid is 93 inwoners per km².

## Demografie
Diano San Pietro telt ongeveer 522 huishoudens. Het aantal inwoners steeg in de periode 1991-2001 met 3,1% volgens cijfers uit de tienjaarlijkse volkstellingen van ISTAT.
| Jaar | Inwoneraantal |
| ---- | ------------- |
| 1991 | 991           |
| 2001 | 1022          |

## Geografie
Diano San Pietro grenst aan de volgende gemeenten: Diano Arentino, Diano Castello, San Bartolomeo al Mare, Stellanello (SV), Villa Faraldi.

## Boeken
Brits schrijfster Annie Hawes beschreef in twee boeken haar belevenissen in Diano San Pietro.